# Roy (België)
Roy is een dorp in de Belgische provincie Luxemburg en een deelgemeente van Marche-en-Famenne. Het dorp ligt ruim zes kilometer ten zuidoosten van het stadscentrum van Marche. In de deelgemeente liggen ook de dorpjes Grimbiémont en Lignières.

## Geschiedenis
Op het eind van het ancien régime werd Roy een gemeente. In 1823 werd de gemeente Lignières opgeheven en bij Roy gevoegd.
In 1977 werd Roy een deelgemeente van Marche-en-Famenne.

## Demografische ontwikkeling
- Bronnen:NIS, Opm:1831 tot en met 1970=volkstellingen, 1976= inwoneraantal op 31 december

Deelgemeenten: Aye · Hargimont · Humain · Marche-en-Famenne · On · Roy · Waha

Overige dorpen: Champlon-Famenne · Grimbiémont · Hollogne · Jemeppe · Lignières · Marloie · Verdenne 

Belgische gemeenten · Arrondissement Marche-en-Famenne · Luxemburg · Wallonië